# 雀宮駅

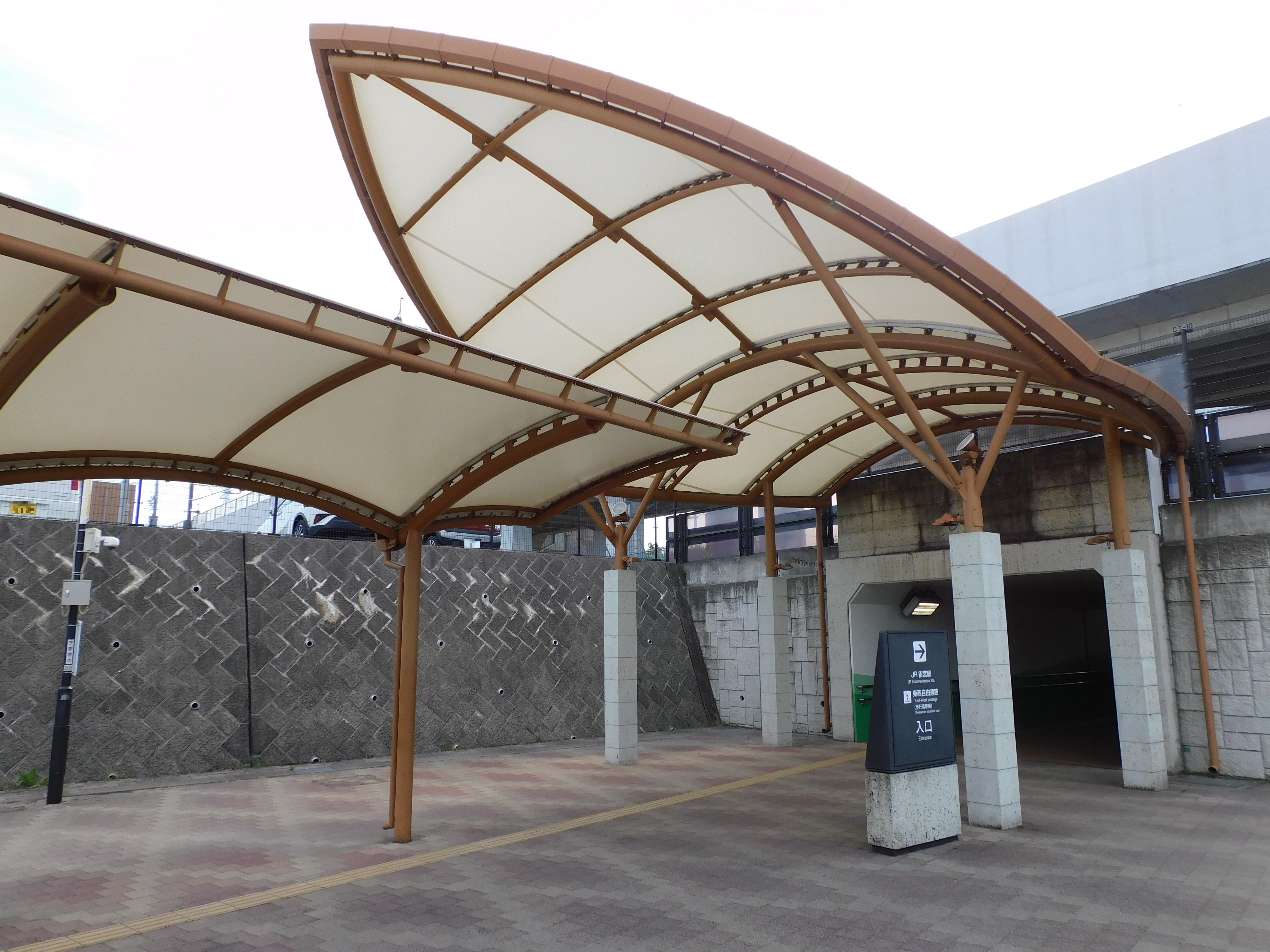
東口（2021年4月）

雀宮駅（すずめのみやえき）は、栃木県宇都宮市雀の宮一丁目にある、東日本旅客鉄道（JR東日本）東北本線の駅。
「宇都宮線」の愛称区間に含まれており、上野駅発着系統と、新宿駅経由で横須賀線に直通する湘南新宿ライン、上野駅・東京駅経由で東海道線に直通する上野東京ラインが停車する。
当駅 - 宇都宮駅間の距離は7.7 kmで、東北本線全体で4番目に長い。

## 歴史
- 1895年（明治28年）7月6日：日本鉄道の駅として開業[2]。
- 1906年（明治39年）11月1日：鉄道国有法により国有化[2]。
- 1909年（明治42年）10月12日：線路名称制定により東北本線の所属となる。
- 1971年（昭和46年）10月1日：荷物扱い廃止[2]。
- 1980年（昭和55年）10月1日：貨物の取り扱いを廃止[2]。
- 1987年（昭和62年）4月1日：国鉄分割民営化により、東日本旅客鉄道の駅となる[2]。
- 2001年（平成13年）11月18日：ICカードSuica供用開始。
- 2007年（平成19年）10月20日：指定席券売機稼働開始。
- 2011年（平成23年）3月26日：橋上駅化した新駅舎使用開始[3]。東口を開設し、東西自由通路と東口駅前広場の供用を開始[4]。
- 2012年（平成24年）10月4日：西口駅前広場が完成[5]。
- 2015年（平成27年）3月8日：遠隔操作システム導入に伴い、始発 - 6:50頃まで駅員無配置化。
- 2016年（平成28年）2月19日：みどりの窓口営業終了。
- 2017年（平成29年）8月1日︰構内にあったKIOSKが閉店。
- 2024年（令和6年）3月16日：小山営業統括センターの発足により、管理駅を同センター管区内の小金井駅に変更。

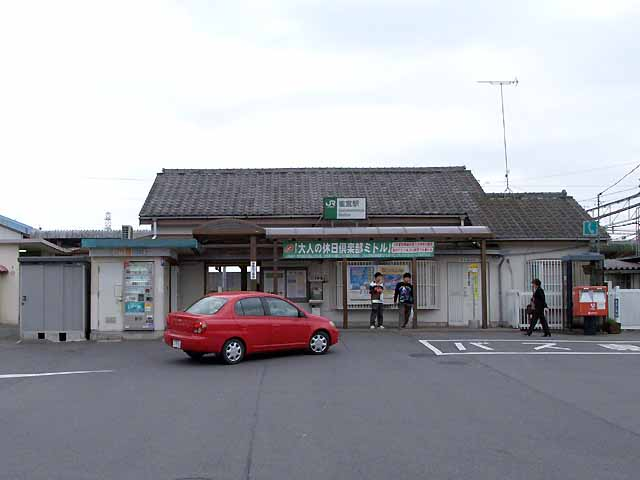
旧駅舎（2006年10月）

## 駅構造
JR東日本ステーションサービスが受託する業務委託駅で、小山営業統括センター（小金井駅）が管理する。単式ホーム1面1線と島式ホーム1面2線、計2面3線のホームを持つ地上駅で、橋上駅舎を有する。2006年7月9日のダイヤ改正にあわせてホーム有効長が延伸され、15両分となった。現在は10・15両編成（一部朝に5両編成、3両編成、6両編成）の列車が停車する。構内にあったKIOSKは2017年8月1日をもって閉店。
Suica対応自動改札機・指定席券売機、駅員不在時対応として、改札窓口・多機能券売機・自動精算機脇にインターホンが、改札脇に乗車駅証明書発行機が設置されている。

### のりば
| 番線 | 路線                 | 方向       | 行先                 |            |
| ---- | -------------------- | ---------- | -------------------- | ---------- |
| 1    | ■ 宇都宮線（東北線） | 下り       | 宇都宮・黒磯方面     |            |
| 2    | ■ 宇都宮線（東北線） | （臨時用） | （臨時用）           | （臨時用） |
| 3    | ■ 宇都宮線（東北線） | 上り       | 小山・大宮・上野方面 |            |
| 3    | ■ 湘南新宿ライン     | 上り       | 大宮・新宿・横浜方面 |            |
| 3    | ■ 上野東京ライン     | 上り       | 上野・東京・横浜方面 |            |

（出典：JR東日本:駅構内図）
- 湘南新宿ラインの列車は前述のように横須賀線へ直通する。
- 上下共用の待避線である2番線については、2012年（平成24年）3月17日改正時点では定期旅客列車の発着はなく、ダイヤが乱れた場合に旅客列車が使用したり、定期回送列車が旅客列車の待避に使用する程度である。
- Suicaグリーン券券売機は、2・3番線ホームに設置。

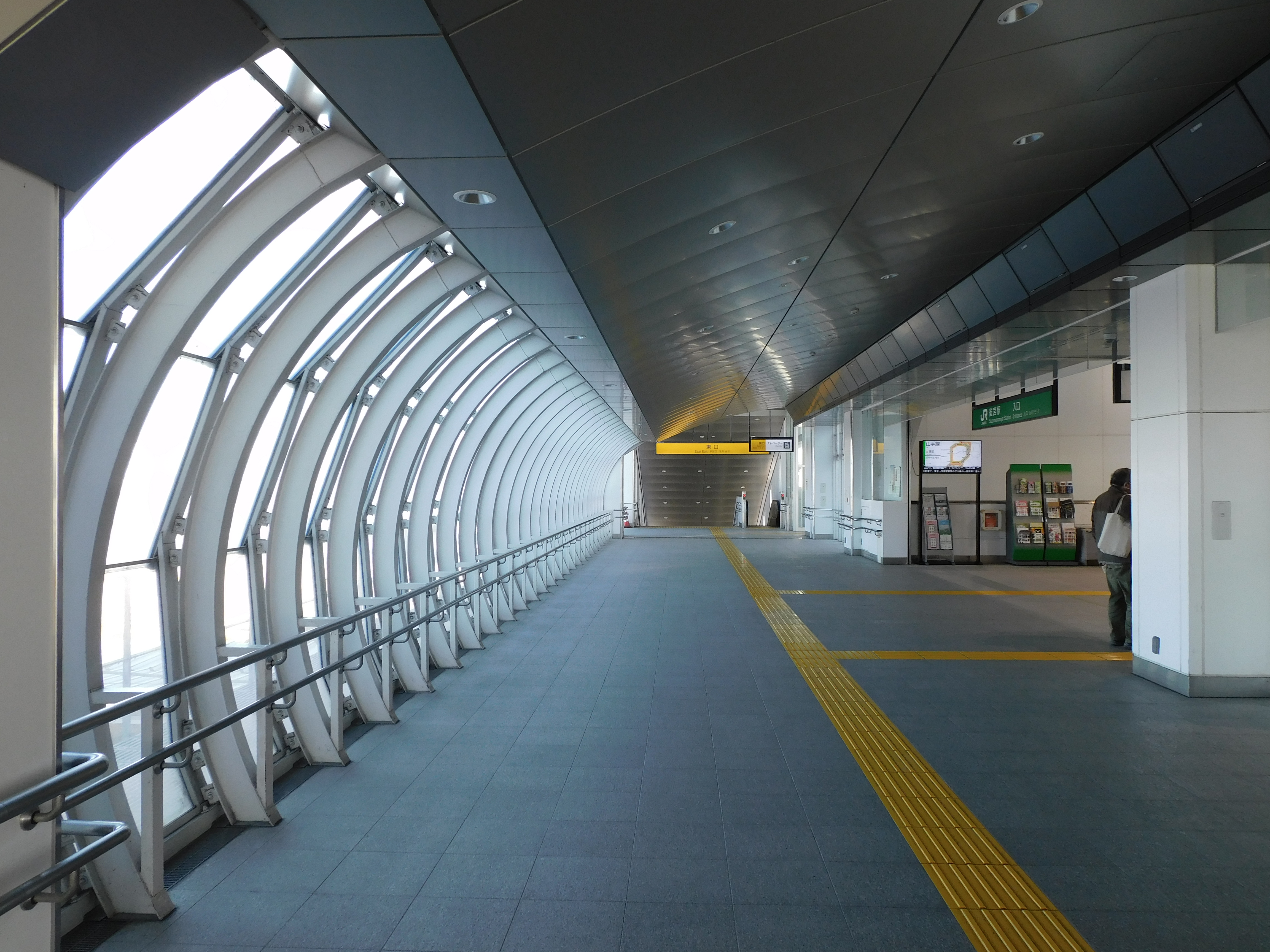
東西自由通路（2025年2月）
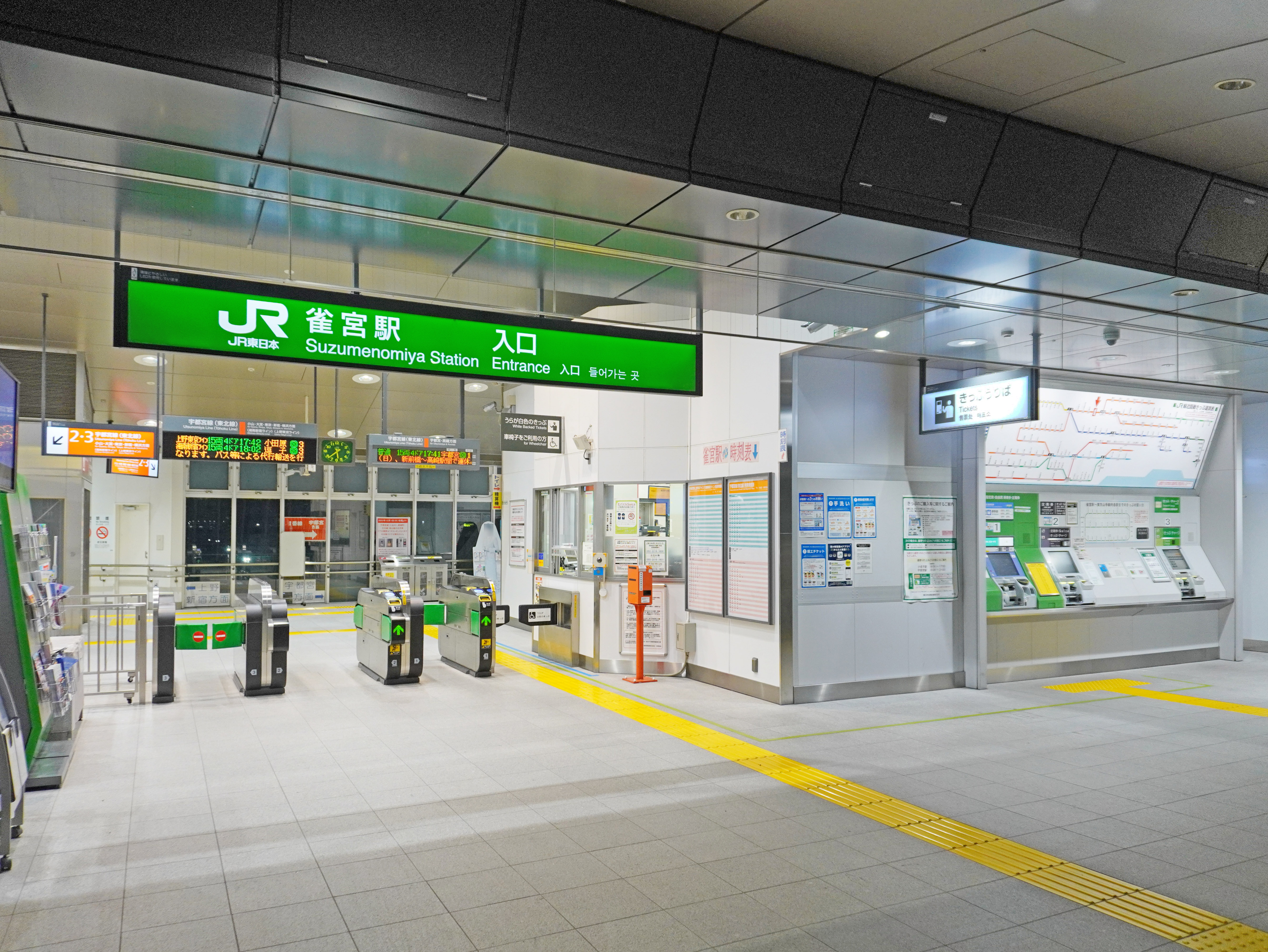
改札口（2022年12月）
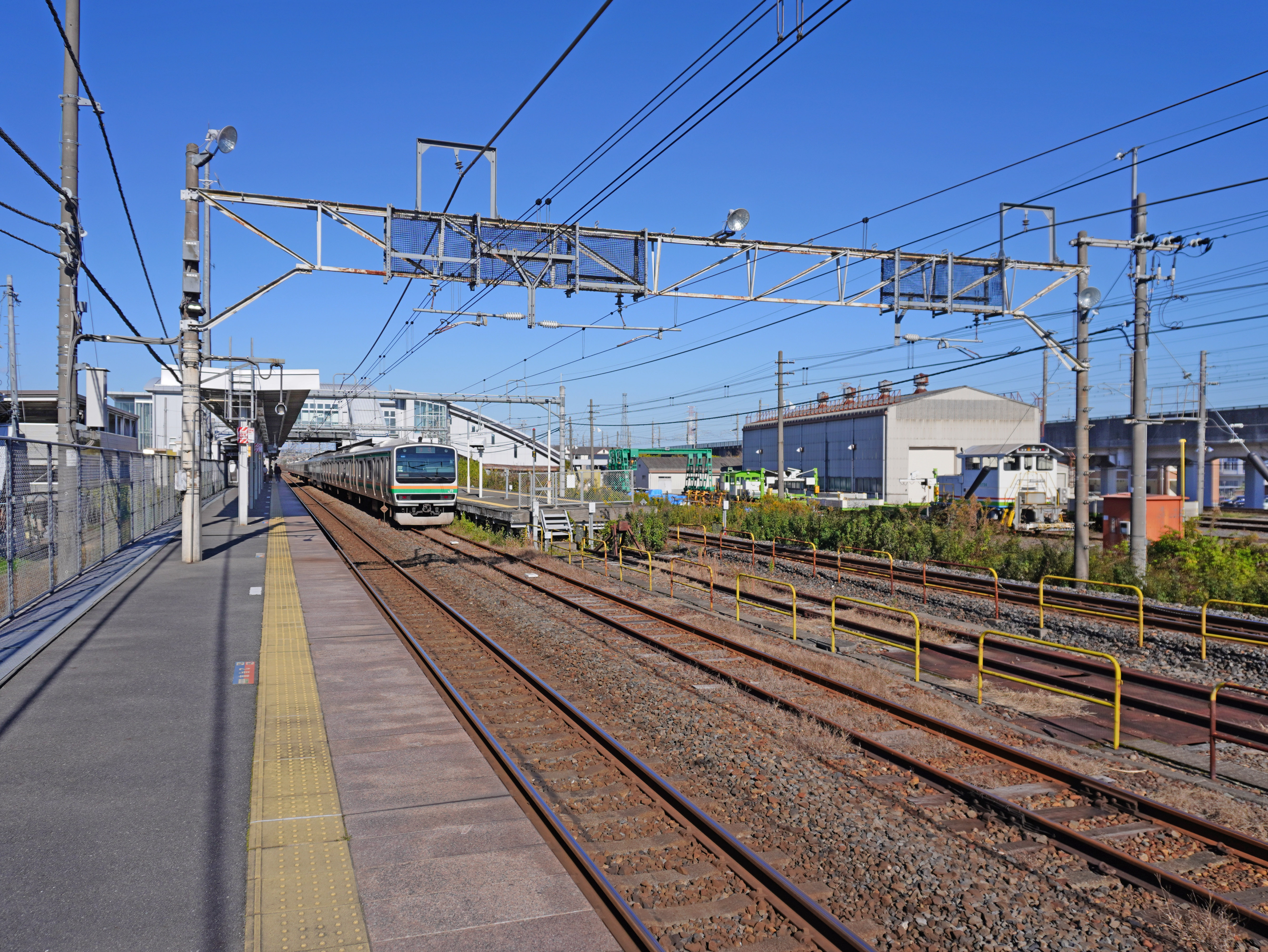
ホーム（2022年11月）

### 発車メロディー
発車メロディーは、1番線がテイチク・櫻井音楽工房の「see you again」で、2・3番線がテイチク・櫻井音楽工房の「シンコペーション」が使用されている。ただし、4両編成の列車は発車ベルを鳴らすスイッチが周辺にないため、流れない。
ATOS放送導入直後までは永楽電気製の「緑の風」（下り線）と「希望の鐘」（上り線）が1998年から2005年11月16日まで使われていた（両曲とも最後の使用駅）。その前は浜千鳥とすみれの花咲く頃が使われていた。ATOS放送導入前は、列車接近放送の冒頭にムーン・リバーが流れていたが、前者は放送装置更新、後者はATOS導入に伴って消滅した。

### ホームに残る古い鉄柱
旧駅舎時代から両ホームの跨線橋脇には、鐵道院時代の跨線橋門柱が街灯のように改造されて残されており、鉄柱には明治四十五年（1912年）七月製造及び合資会社髙田商會柳島製作所の銘が刻まれている。現在、この鉄柱は橋上駅舎化の際に、茶色に塗装され、時刻表掲示板のフレームに改造されて設置されている。また、同じ鉄柱が、京浜東北線大森駅東口広場に保存されている。

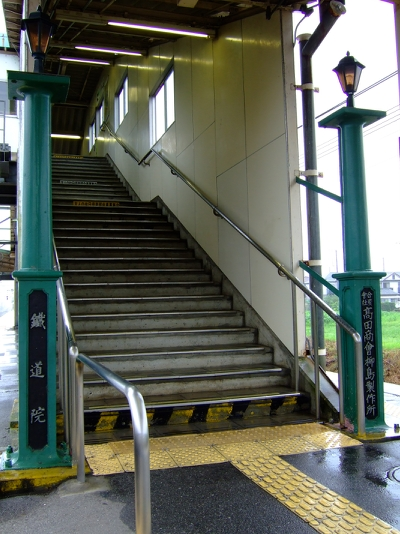
跨線橋門柱時代（2009年8月）
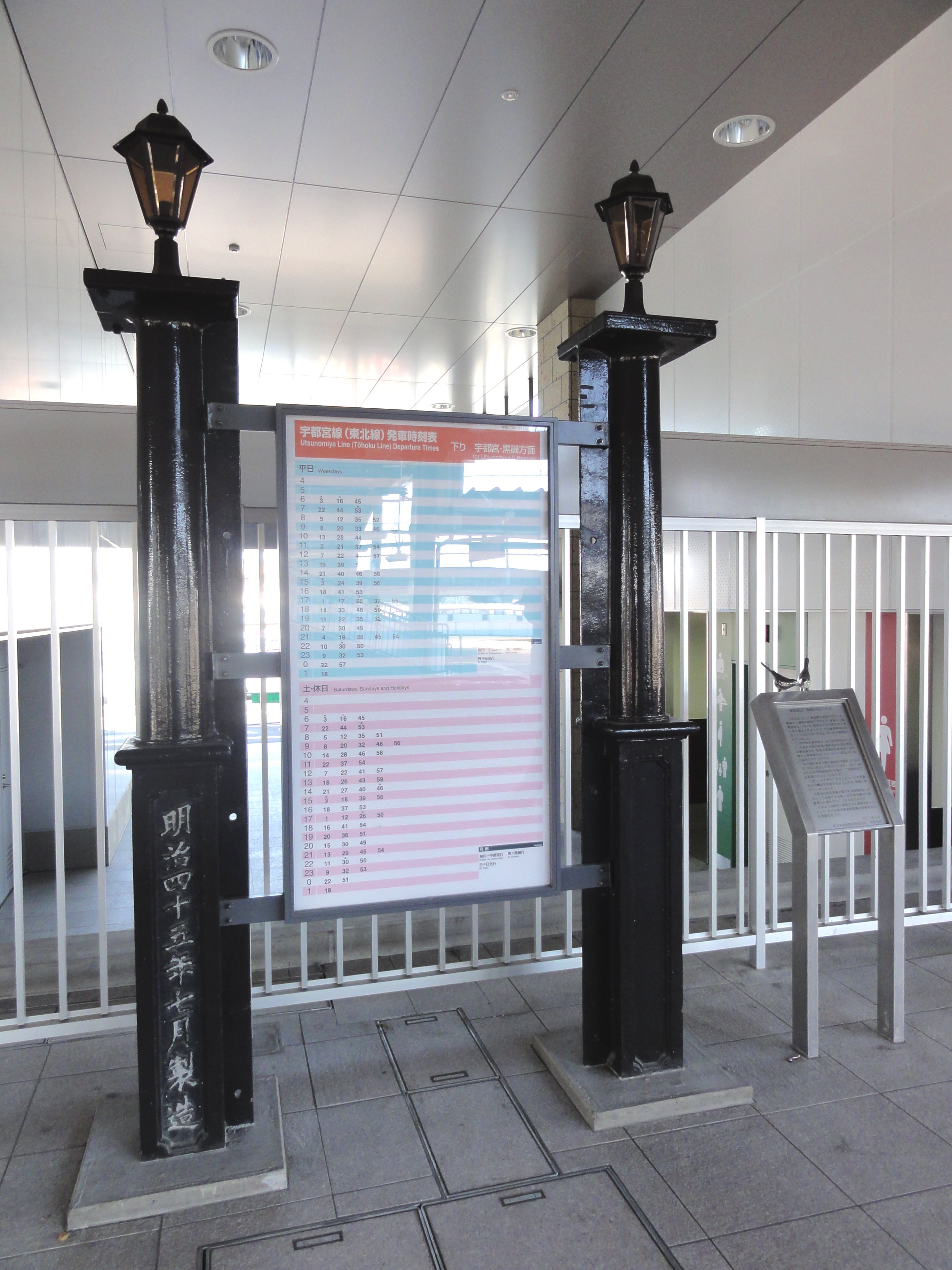
時刻表フレームに改造後（2012年2月）

### 保線用の無電架線と架線柱
東鷲宮駅の上りの高架線路下脇には、新幹線用と在来線用の保線基地がある（新幹線用と在来線用の架線柱・無電架線・線路も備えての設置がある）のと同様に、当駅の東側の駅構内にも在来線用の架線柱・無電架線・線路を備えての設備はないが、東北新幹線の線路と橋脚が隣接しているため、新幹線用の架線柱・無電架線・線路を備えた設備がある。

## 利用状況
JR東日本によると、2023年度（令和5年度）の1日平均乗車人員は4,514人である。
2000年度（平成12年度）以降の推移は以下のとおりである。
| 乗車人員推移       | 乗車人員推移     | 乗車人員推移    |
| 年度               | 1日平均 乗車人員 | 出典            |
| ------------------ | ---------------- | --------------- |
| 2000年（平成12年） | 3,411            | [ 利用客数 2 ]  |
| 2001年（平成13年） | 3,374            | [ 利用客数 3 ]  |
| 2002年（平成14年） | 3,314            | [ 利用客数 4 ]  |
| 2003年（平成15年） | 3,246            | [ 利用客数 5 ]  |
| 2004年（平成16年） | 3,187            | [ 利用客数 6 ]  |
| 2005年（平成17年） | 3,220            | [ 利用客数 7 ]  |
| 2006年（平成18年） | 3,247            | [ 利用客数 8 ]  |
| 2007年（平成19年） | 3,303            | [ 利用客数 9 ]  |
| 2008年（平成20年） | 3,345            | [ 利用客数 10 ] |
| 2009年（平成21年） | 3,333            | [ 利用客数 11 ] |
| 2010年（平成22年） | 3,317            | [ 利用客数 12 ] |
| 2011年（平成23年） | 3,788            | [ 利用客数 13 ] |
| 2012年（平成24年） | 4,243            | [ 利用客数 14 ] |
| 2013年（平成25年） | 4,455            | [ 利用客数 15 ] |
| 2014年（平成26年） | 4,432            | [ 利用客数 16 ] |
| 2015年（平成27年） | 4,556            | [ 利用客数 17 ] |
| 2016年（平成28年） | 4,615            | [ 利用客数 18 ] |
| 2017年（平成29年） | 4,742            | [ 利用客数 19 ] |
| 2018年（平成30年） | 4,790            | [ 利用客数 20 ] |
| 2019年（令和元年） | 4,663            | [ 利用客数 21 ] |
| 2020年（令和02年） | 3,312            | [ 利用客数 22 ] |
| 2021年（令和03年） | 3,629            | [ 利用客数 23 ] |
| 2022年（令和04年） | 4,089            | [ 利用客数 24 ] |
| 2023年（令和05年） | 4,514            | [ 利用客数 1 ]  |

## 駅周辺
雀宮駅の東西両出口周辺の約18ヘクタールは、2015年（平成27年）4月1日に宇都宮市から「景観形成重点地区（雀宮駅周辺地区）」に指定され、宇都宮市南部地域の拠点として安らぎと賑わいが調和した景観の形成を目指して、建築物の色彩基準や屋外広告物の規制が取り決められている。

### 西口
- 栃木県道112号雀宮停車場線
- 国道4号
- 雀宮駅前郵便局
- 雀宮神社
- 正光寺
- 宇都宮南警察署雀の宮交番
- 宇都宮市役所雀宮地区市民センター
- 陸上自衛隊北宇都宮駐屯地
- 陸上自衛隊宇都宮駐屯地
- 栃木県総合運動公園
  - カンセキスタジアムとちぎ
- 宇都宮市立雀宮中央小学校
- 宇都宮市立若松原中学校
- 足利銀行雀宮支店
- 地域医療機能推進機構うつのみや病院
- 宇都宮環状道路
- 宇都宮市南消防署
- 栃木県道184号安塚雀宮線
- 新川
- 栃木県宇都宮南警察署
- 能開センター雀宮校

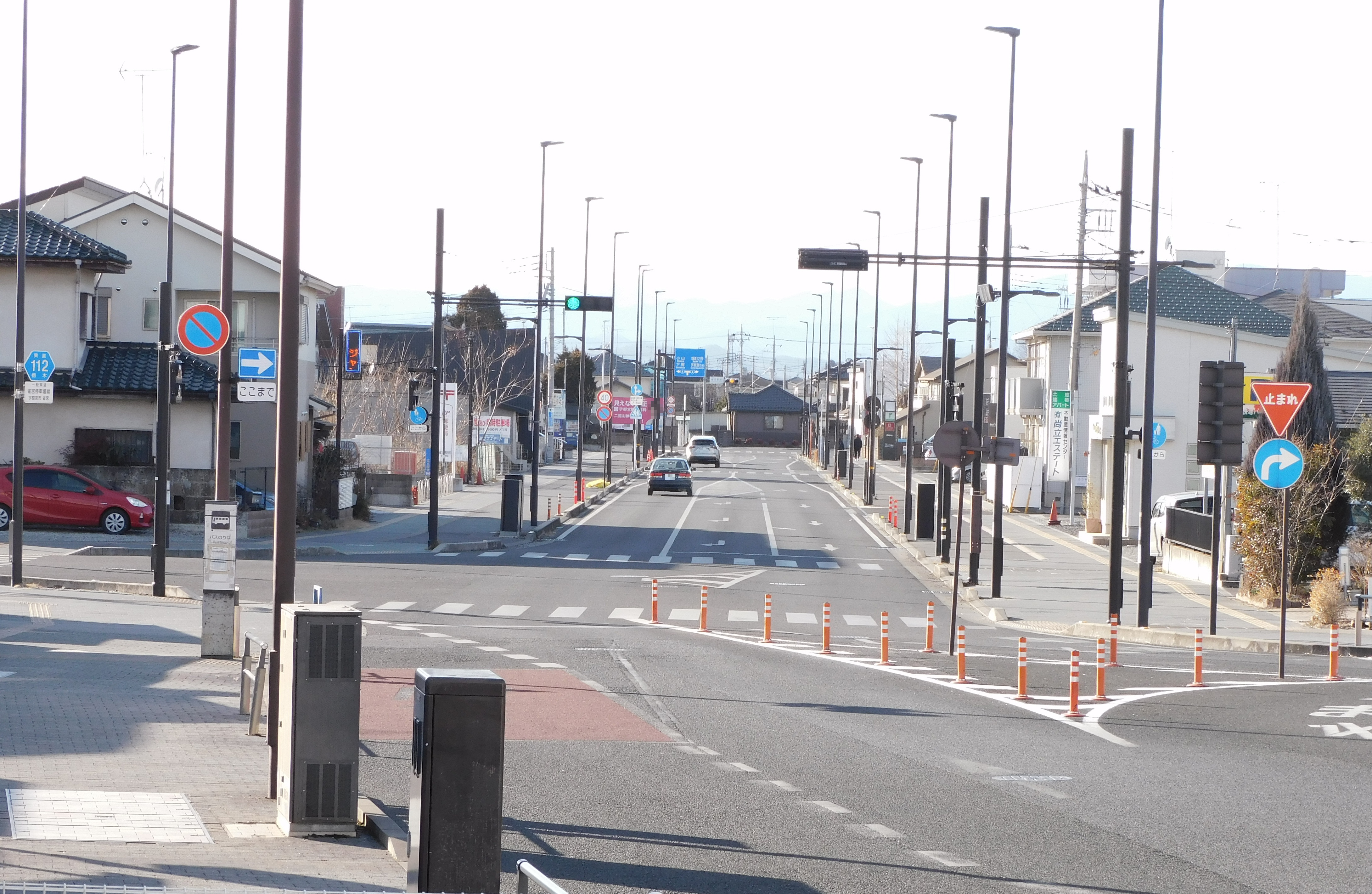
西口の景観（2025年2月）

- 小野測器宇都宮テクニカル&プロダクトセンター
- かましん 雀宮店

### 東口
- 宇都宮市立南図書館
- 栃木県立宇都宮工業高等学校
- 栃木県立宇都宮南高等学校
- 栃木県道193号雀宮真岡線
- 田川
- 鈴木源之丞の供養塔 （→籾摺騒動を参照）
- インターパーク宇都宮南

## バス路線

### 西口発着
「雀宮駅」停留所および「雀宮駅入口」停留所にて、関東自動車（石橋営業所・宇都宮営業所・簗瀬営業所）が運行する路線バスが発着する。
- 雀宮駅
  - さつき団地線：西川田駅東口
  - 今宮線：JR宇都宮駅
- 雀宮駅入口
  - 雀宮石橋線：石橋駅 / 上古山入口 / JR宇都宮駅

### 東口発着

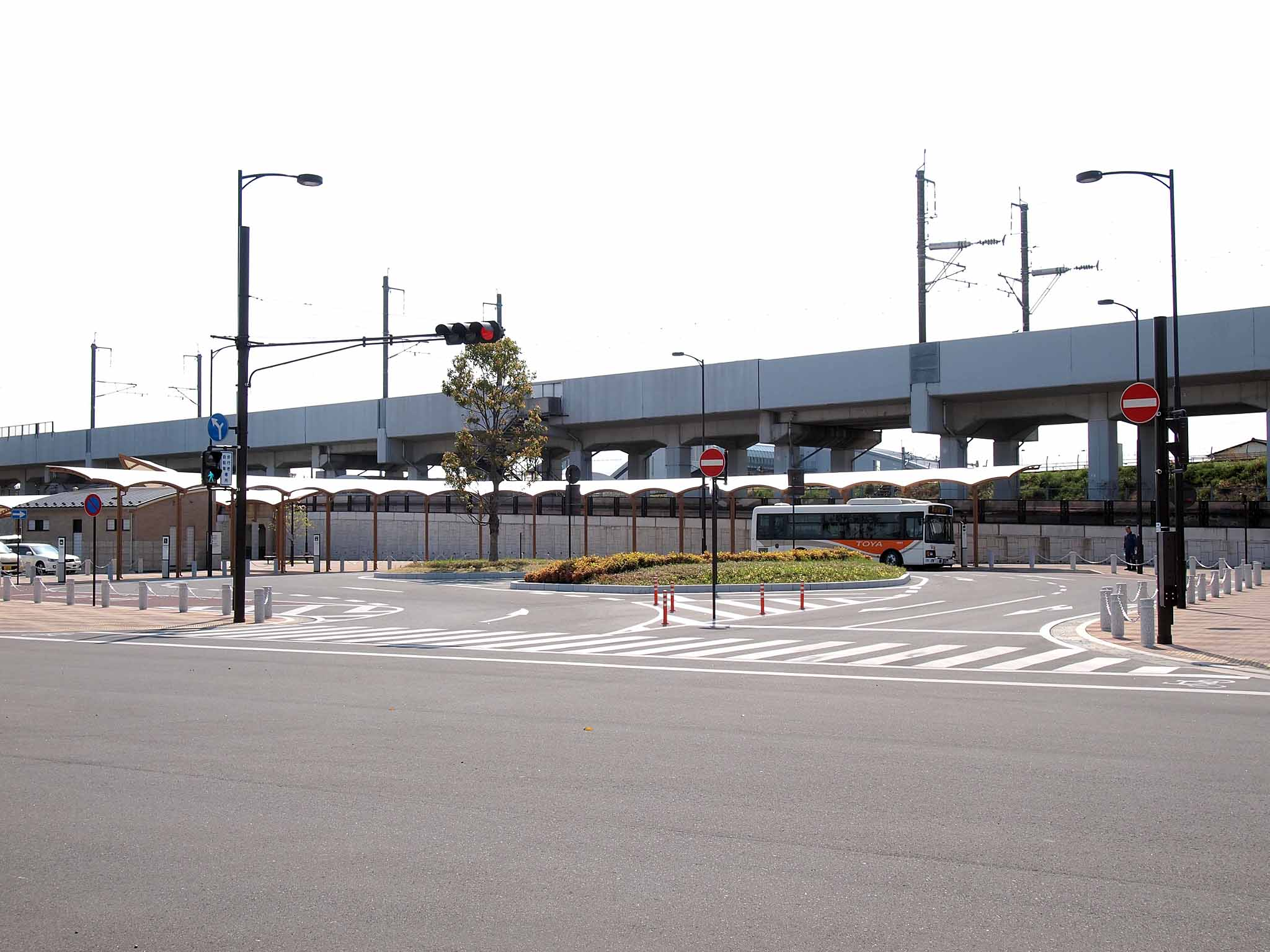
東口バス発着場（2014年4月）

新駅舎建設および駅周辺の区画整理時に東口にもバス発着場が整備されたが、2022年現在で東口を発着する定期運行の路線バスは運行されていない。なお、2020年に開場したカンセキスタジアムとちぎ（栃木県総合運動公園陸上競技場）でJリーグ・栃木SCの試合が開催されるときは、同スタジアムまでのシャトルバスが東口発着で運行される。また、日環アリーナ栃木でバスケットボールBリーグ・宇都宮ブレックスの試合が開催される時も同様にシャトルバスの発着が東口から行われることがある。
2014年（平成26年）から2017年（平成29年）までは試験的に東野交通（現・関東自動車）によりインターパーク宇都宮南・真岡市方面行きのバスが土曜・休日に限り運行されていた。

## 隣の駅
東日本旅客鉄道（JR東日本）
■宇都宮線
■快速（「ラビット」を含む）・■普通
石橋駅 - （宇都宮貨物ターミナル駅） - 雀宮駅 - 宇都宮駅

### 記事本文